# Efecan Karaca
Efecan Karaca, né le 16 novembre 1989, à Fatih, est un footballeur international turc évoluant au poste d'ailier ou de milieu offensif à l'Alanyaspor.
Formé au Galatasaray SK, Karaca enchaîne les clubs de seconde division turque avant de signer à l'Alanyaspor en 2013 et devenir un élément important du club.

## Biographie
Karaca est un produit du centre de formation du Galatasaray SK, l'un des plus grands club de Turquie. Il y est formé de 2001 à 2010.
Karaca commence sa carrière à Galatasaray. Ne parvenant pas à se faire une place, il est prêté au Gaziantepspor pour la saison 2008-2009.
Karaca dispute son premier match professionnel le 30 août 2008. Il est titulaire lors d'une victoire 2-0 contre le Sakaryaspor en 1. Lig. Karaca inscrit son premier but le 30 novembre au Altay SK (2-2). Il finit la saison avec 37 matchs pour deux buts toutes compétitions confondues.
Karaca joue ensuite pour le Kartalspor, l'Adanaspor, l'Adana Demirspor et le Sarıyer SK sans jamais y rester longtemps.
En 2013, Karaca signe à l'Alanyaspor. Trouvant une vraie stabilité, il devient un joueur clef de l'effectif et participe à la remontée du club dans l'élite turque en 2016.
Karaca découvre la Süperlig le 19 novembre 2016, entrant en jeu durant une défaite 0-2 contre l'Osmanlıspor. Il ouvre son compteur en mars 2017 face au Bursaspor (victoire 1-3).
Au fil des saisons, Karaca s'affirme comme l'un des meilleurs joueurs du championnat, fréquemment classé parmi les meilleurs passeurs.
Le 25 mars 2019, Karaca honore sa première sélection avec l'équipe de Turquie à l'occasion d'un succès 4-0 contre la Moldavie.